# Dybkær Kirke
Dybkær Kirke er en kirke fra 2010 i Gødvad Sogn i Silkeborg Kommune, Aarhus Stift. Før 1970 lå sognet i Hids Herred, Viborg Amt.
I sognet findes også en middelalderkirke Gødvad Kirke som efterhånden var blevet for lille, så man ønskede en ny kirke.
Arkitekter var "Regnbuen Arkitekter", og orglet er af Carsten Lund